# Suleyman Haddad
Suleyman Haddad (arabisch سليمان حداد‎; * 1939) ist ein ehemaliger syrischer Diplomat.

## Leben
Suleyman Haddad hat eine Tochter, Reem Haddad bis Mitte Juni 2011 Direktorin von Syrian TV, und einen Sohn Ryiad Haddad.
Er trat in den auswärtigen Dienst und leitete die Abteilung Westeuropa im Außenministerium. Von 1987 bis 1997 war er Botschafter in Bonn. Am 21. Mai 1988 wurde der syrische Staatsbürger Monzer al-Kassar, dem vorgeworfen wird, die Entführung der Achille Lauro finanziert zu haben, auf der Bundesstraße 21 bei Bad Reichenhall festgenommen. Suleyman Haddad leistete konsularische Hilfe und al-Kassar wurde auf freien Fuß gesetzt.
1995 begleitete er eine Delegation von Johannes Rau, Hans-Jürgen Wischnewski und Ignatz Bubis nach Syrien. Am 18. September 2002 war er Stellvertreter des syrischen Außenministers. Von 2009 bis 2012 saß er im Volksrat (Syrien) und leitete den Ausschuss für auswärtige Angelegenheiten.